# Glischrocaryon
Glischrocaryon là một chi thực vật có hoa trong họ Haloragaceae.